# Organização Meteorológica Mundial
A Organização Meteorológica Mundial (OMM) é uma agência especializada da Organização das Nações Unidas. É sucessora da Organização Meteorológica Internacional, criada em 1873.
É o Organismo Internacional autorizado pelas Nações Unidas com ação no que diz respeito ao comportamento da atmosfera da Terra, sua interação com os oceanos e clima resultante, e respectiva distribuição  de recursos hídricos. Sua sede está localizada em Genebra na Suíça.
Foi criada em 1950, por resolução da Assembléia Geral e em 1951, um ano após, converte-se em organismo responsável das Nações Unidas para a meteorologia no que diz respeito ao tempo, ao clima e ciências afins e correlatas.
Em outras palavras é responsável pelo equacionamento do tempo e clima em todo mundo, atualmente conta com 193 membros.
Posteriormente seu mandato foi ampliado para incluir a hidrologia operativa (estudo do comportamento pluvimétrico ou chuvas em várias regiões do mundo).
Entre sua diversas finalidades podem-se citar:
- Coordenar as atividades dos membros participantes a fim de gerar  trocas de informações sobre o tempo, água e clima sob a égide de normas internacionais;
- Realizar investigações a nível nacional, internacional e mundial, quando solicitado por um país membro ou quando ocorre um evento meteorológico de monta local, regional ou mundial, causada por intempéries como furacões, ciclones, trombas d'água, chuvas torrenciais e outros eventos atmosféricos;
- Fornecer a profissionais um nível de formação reconhecido internacionalmente a partir de fundos que banquem estudos de profissionais de ação relevante na área;
- Facilitar o desenvolvimento de serviços que melhorem o bem-estar e a segurança da coletividade, das nações e do próprio planeta.

Na verdade é um mecanismo internacional que prevê que todas as nações-membros devem colaborar mutuamente de forma efetiva, fornecendo dados e material necessários para prever ou, se possível, antecipar algum evento ou cataclisma meteorológico, com apoio de satélites geo-estacionários inclusive.